# Roberta Karlsson och kungen
Roberta Karlsson och kungen är en bok av Viveca Lärn (då Viveca Sundvall), som utkom 1983. Den är skriven som en dagbok, och utspelar sig under perioden 8 juni-16 juli under sommarlovet det år Mimmi slutar första klass och börjar andra 
klass.  Tillsammans med En ettas dagbok samt Vi smyger på Enok utgavs de senare under namnet "Mimmis bok".

## Handling
Under sitt första sommarlov reser Mimmi till Norrland. Hos morbror Albin stöter hon på Lasse. I Göteborg påstår Roberta Karlsson att hon träffar Sveriges kung.

### Fotnoter
1. ↑  ”Roberta Karlsson och kungen” (på engelska). Worldcat. 12 mars 1983. https://www.worldcat.org/title/roberta-karlsson-och-kungen/oclc/489644737&referer=brief_results. Läst 15 januari 2015.